# TT391
La tombe thébaine TT 391 est située à Cheikh Abd el-Gournah, dans la nécropole thébaine, sur la rive ouest du Nil, face à Louxor en Égypte.
C'est la tombe de Qarabasqen, prophète de Khonsemouaset-Néferhotep, quatrième prophète d'Amon, maire de la ville, sous le règne de Chabaka à la XXVe dynastie.
Elle a été découverte en 1820 par John Gardner Wilkinson, Robert Hay et Harry Burton, puis par Karl Richard Lepsius ; elle a été rouverte au public en 2001.
En août 2015, des fouilles menées par Elena Pischikova ont permis de découvrir que la tombe a ensuite été partiellement redécorée et réutilisée pour le surveillant de la Haute-Égypte Pétoubastis, intendant en chef de l'épouse du Dieu, qui a vécu pendant la XXVIe dynastie.
Il semble que Pétoubastis, n'ayant été en fonction que pour une courte période, n'a pas eu assez de temps pour se faire construire une propre tombe. Les parties nouvellement décorées comprennent un cadre de porte et un hymne solaire. Des fragments de son cercueil ont également été retrouvés.
En dégageant le côté sud de la tombe, les archéologues travaillant sur le site ont mis au jour en 2024 une sépulture antérieure remontant au Moyen Empire et contenant les restes de onze individus, probablement de la même famille, ainsi qu'une riche collection de bijoux.